# Luis de la Peña y Braña
Luis de la Peña y Braña (1868 - 9 de agosto de 1945) fue un ingeniero de minas y político español. Director del Instituto Geológico y Minero de España de 1926 a 1936.
Recibió, en 1907, el encargo de construir el salto del Bolarque.
En 1919 y 1920, De la Peña Braña fue elegido diputado por el distrito de Salas de los Infantes en las elecciones al Congreso, de la fracción cerverista (conservadora).
Dirigió la edición del Mapa geológico-minero de España.
En 1938, De la Peña Braña fue elegido presidente del Consejo de la Unión Internacional de la Propiedad Urbana.
Autor de numerosas traducciones de obras en lengua inglesa y francesa.

## Obras
- Propiedades fundamentales de las corrientes alternas simples y polifásicas, acoplamiento de los alternadores (1907)
- Los métodos geofísicos de prospección y sus aplicaciones a la resolución de varios problemas geológico-tectónicos (1928)
- La Prospection minière gègshij sigue en Espagne memoire presentée au congres des sondages de Paris (1929)

Tradujo:
- La regla de cálculo: explicada con multitud de ejemplos (1897)
- Vademécum del mecánico: estudios sobre construcción de máquinas, tipos y proporciones de los órganos que forman los motores... (1908)
- Manual práctico del encargado de dinamos y motores eléctricos
- Principios de ingeniería eléctrica (1915)
- Ingeniería eléctrica experimental y manual de ensayos eléctricos (1916)